# Nitrophila
Nitrophila je rod jednogodišnjeg raslinja, trajnica i polugrmova iz porodice štirovki, dio je potporodice Polycnemoideae. Rod je raširen po Novom svijetu, dvije vrste u Sjevernoj i dvije u Južnoj Americi.

## Vrste
1. Nitrophila atacamensis (Phil.) Hieron. ex Ulbr.; čileanski endem
2. Nitrophila australis Chodat & Wilcz.; argentinski endem
3. Nitrophila mohavensis Munz & J.C.Roos
4. Nitrophila occidentalis (Moq.) S.Watson